# Глебов, Семён Матвеевич
Семён Матвеевич Глебов (ум. 1614) — русский военный деятель, воевода в Коломне, Мценске и Нижнем Новгороде, сын Матвея Глебовича Глебова и внук Глеба Ивановича (Семёновича) Яковлева, родоначальника рода Глебовых (потомков Облагини). Брат ясельничего Богдана (Поликарпа) Глебова.

## Биография
В 1608—1610 годах Семён Матвеевич Глебов служил воеводой в Коломне вначале с князем Василием Фёдоровичем Мосальским, затем последовательно с Иваном Матвеевичем Бутурлиным, Иваном Михайловичем Пушкиным и князем Михаилом Самсоновичем Турениным. Во время Смутного времени Коломна, как и другие русские города, часто подвергались вражеским нападениям. Вначале литовский полковник Александр Лисовский со своим корпусом захватил город, взяв в плен епископа и воеводу князя Владимира Тимофеевича Долгорукова, затем царские воеводы отвоевали Коломну. Затем городом новь овладели сторонники Тушинского вора. Позднее князья И. С. Куракин и Б. М. Лыков-Оболенский разбили отряд А. Лисовского и заняли Коломну. С. Ф. Глебов был отправлен вместе с И. М. Бутурлиным укреплять Коломну и делать в ней запасы провианта.
Семён Матвеевич Глебов сохранял преданность Василию Ивановичу Шуйскому как законному царю. В 1610 году после смерти крупного полководца, князя Михаила Васильевича Скопина-Шуйского, отравленного в Москве, многие города и области отказались признавать верховную власть царя Василия Шуйского. Рязанский воевода Прокопий Петрович Ляпунов вступил в переговоры с Лжедмитрием II и стал отправлять гонцов в разные русские города, призывая местное население к восстанию против Шуйских. Прокопий Ляпунов отправил своего племянника Фёдора Ляпунова в Зарайск, где находился на воеводстве князь Дмитрий Михайлович Пожарский. Зарайский воевода сохранил верность царю Василию Шуйскому и попросил его прислать кого-нибудь на помощь. Из Москвы в Зарайск был прислан воевода Семён Матьвеевич Глебов, на которого царь мог положиться.
В 1613 году Семён Матвеевич Глебов находился на воеводстве во Мценске, затем был назначен товарищем (заместителем) первого воеводы князя Владимира Ивановича Бахтеярова-Ростовского в Нижнем Новгороде. Весной 1614 года нижегородские воеводы В. И. Бахтеяров-Ростовский и С. М. Глебов отправили в Казань арзамасских стрельцов с сотником и нижегородских иноземцев, то есть проживавших в Нижнем Новгородее литовцев и немцев.
В том же 1614 году бездетный воевода Семён Матвеевич Глебов скончался в Нижнем Новгороде.